# Дилан Балкай
Дилан Балкай (род. 1 сентября 1995, Стамбул), мультиинструменталист, певица и автор песен.
Первоначальную известность приобрела в качестве приглашенного артиста, аккомпанируя многим популярным альтернативным турецким музыкантам на трубе, а также выступая в роли бэк-вокалистки. Считается частью музыкального движения Третьи Новые (Üçüncü Yeni). Выпустила первые синглы в 2019-м году; В 2021-м году выпустила первый сольный альбом под названием KUYU, полностью состоящий из треков её собственного сочинения.

## Биография

### Ранние годы
Родилась в 1995 году в Стамбуле; родом из Битлиса, Татван . Начала играть на трубе в возрасте 9-ти лет в Культурном центре Celadet Moralıgil в Шиле, где провела свое детство. В школьные годы переехала в Малтепе, где училась в Анатолийской средней школе ECA Elginkan. В 2010 году отыграла сезон в Симфоническом оркестре киномузыки (FILMSO). Выступала в качестве уличного музыканта с группой Farfara Istanbul в Таксиме, когда учился в старшем классе средней школы. С 2014 по 2017 год Дилан участвовала в Молодежном хоре Богазичи и Джазовом хоре Богазичи в качестве альт-дирижера и руководителя хора, участвовала в различных концертах и двух международных хоровых фестивалях с этими хорами.
Изучала русский язык и литературу, а затем испанский и литературу в Стамбульском университете, но не окончила обучение. Продолжает свое образование на музыкальном факультете Стамбульского университета Билги .

### Карьера
С 2016 года Дилан аккомпанирует популярным альтернативным музыкантам, таким как Dolu Kadehi Ters Tut, Evrencan Gündüz, Sedef Sebüktekin, Can Ozan Dolu Kadehi Ters Tut, в качестве приглашенного музыканта (труба, бэк-вокал) на концертах, синглах и альбомах. Она известна своими синглами, такими как «Bizi Bir Ettim», «Derken», «Hepsi Kafamda», «Benim Ol». В 2022 году приняла участие во втором концерте гитариста Джана Шенгюна «Can Şengün ile Sıkı Fıkı» в Zorlu PSM выступив вместе с такими артистами, как Кенан Догулу, Гёкхан Тюркмен, Гайе Су Акьол, Джейлан Эртем. и Джем Йылмаз.

## Дискография

### Альбомы
- KUYU (2021)

### Синглы
- Bizi Bir Ettim (2019)
- Derken (2019)
- Hepsi Kafamda (Can Ozan ile) (2020)
- Parçalanmadan (2020)
- Night Owl (Cihangir Aslan ile) (2021)
- Hepsi Kafamda (Avcio & kahadirbartal Remix) (2021)
- Zor (Dolu Kadehi Ters Tut ile) (2021)
- Karanlığa Döndüğüm Gün (2021)
- Tayakadın (Geeva Flava ile) (2022)

## Награды
| Год  | Церемония награждения                  | Категория                      | Результат |
| ---- | -------------------------------------- | ------------------------------ | --------- |
| 2022 | 19-я Музыкальная премия Радио Богазичи | Лучший дуэт                    | Номинация |
| 2022 | 19-я Музыкальная премия Радио Богазичи | Лучший альтернативный музыкант | Номинация |